# Pactomania
La pactomania fou un període en què els Estats Units elaboraran tot un seguit de tractats durant la Guerra Freda. Durant la presidència de Dwight D. Eisenhower, els Estats Units, principalment mitjançant els esforços del Secretari d'Estat dels Estats Units John Foster Dulles, formen aliances amb 42 estats distints, als quals s'hi afegeixen relacions contractuals amb 100 més, fet que dona lloc a l'anomenat “pactomania” per part d'observadors. I és que l'objectiu fou el de protegir-se contra l'amenaça que s'havia expandit en aquella època d'una possible guerra nuclear vist que l'URSS ja havia aconseguit la bomba nuclear.